# Садківська сільська рада (Старобільський район)
| Садківська сільська рада — колишній орган місцевого самоврядування у Старобільському районі Луганської області з адміністративним центром у с. Садки. Історична дата утворення: в 1982 році. Сільській раді підпорядковані населені пункти: - с. Садки - с. Антонівка - с. Західне - с. Лозове |

## Склад ради
Рада складається з 12 депутатів та голови.

### Керівний склад ради
| ПІБ                        | Основні відомості                                                         | Дата обрання | Дата звільнення |
| -------------------------- | ------------------------------------------------------------------------- | ------------ | --------------- |
| Смоляков Андрій Сергійович | Сільський голова, 1975 року народження, освіта, член Партії регіонів      | 26.03.2006   | 31.10.2010      |
| Смоляков Андрій Сергійович | Сільський голова, 1975 року народження, освіта вища, член Партії регіонів | 31.10.2010   |                 |

Примітка: таблиця складена за даними джерела